# Коксоак
Коксоак (на английски: Koksoak River) е река в Канада, северната част на провинции Квебек, вливаща се от юг в залива Унгава. Дължината ѝ заедно с дясната съставяща я река Каниаписко е 874 км и ѝ отрежда 23-то място в Канада. Дължината само на река Коксоак е 137 км.
Река Коксоак се образува от слеването на реките Ривиер о Мельоз (272 км, лява съставяща) и Каниаписко (дясна съставяща) на 14 м н.в. Тече на североизток и се влива в южната част на залива Унгава. На 50 км преди устието на реката, на левия ѝ бряг е разположено градчето Кууджуак – 2132 души (2006 г.).
Площта на водосборния басейн на реката е 133 400 km2. От 1970 до 1996 г., независимо от протестите на местното индианско население по разположената на югозапад река Ла Гранд се изгражда каскада от пет преградни стени, които повишават значително нивото на реката и около 33 000 km2 площ от горния басейн на Коксоак преминава към басейна на река Ла Гранд.
Многогодишният среден дебит в устието на Коксоак е 2800 m3/s. Максималният отток на реката е през юни и юли, а минималния през февруари-март. Снежно-дъждовно подхранване. От ноември до края на април-началото на май реката замръзва. Плавателна е за малки съдове по цялото си протежение.
За първи път реката е изследвана, топографски заснета и картирана през 1893 г. от канадския геолог Албърт Питър Лоу.